# John Fane (10e comte de Westmorland)
John Fane  (1er juin 1759 - 15 décembre 1841) est un homme politique conservateur britannique de la fin du XVIIIe siècle et du début du XIXe siècle, qui sert dans la plupart des cabinets de la période, principalement comme Lord du sceau privé.

## Biographie
Il est le fils de John Fane (9e comte de Westmorland) et Augusta, fille de Lord Montague Bertie. Il devient comte à la mort de son père en 1774 .
En 1789, il est nommé ministre des Postes par William Pitt le Jeune  et entre au Conseil privé. La même année, il est nommé Lord lieutenant d'Irlande par Pitt, poste qu'il occupe jusqu'en 1794. Le 18 février 1793, il est nommé sous-lieutenant du Northamptonshire. De 1795 à 1798, il est grand écuyer sous Pitt. La dernière année, Pitt le nomme Lord du sceau privé, fonction qu'il occupe sous cinq premiers ministres (Pitt, Addington , Pitt, Portland, Spencer Perceval et Liverpool) pendant 35 ans, sauf entre 1806 et 1807, alors que Lord Grenville est en poste.
Il lève un régiment de cavalerie volontaire du Northamptonshire en 1797 et en devient colonel le 20 avril 1797. Il est plus tard Lord Lieutenant du Northamptonshire entre 1828 et 1841. Il est fait chevalier de la jarretière en 1793.

## Famille
Lord Westmorland épouse Sarah Anne Child (le 28 août 1764 - 9 novembre 1793), fille unique et héritière du riche banquier Robert Child, contre le gré de son père, à Gretna Green le 20 mai 1782. Child a par conséquent enlevé les fils de sa fille de son testament, et a fait des filles de sa fille ses héritiers pour empêcher les Fanes de profiter de ce mariage.
Le comte et la comtesse de Westmorland ont un fils et quatre filles:
- John Fane (11e comte de Westmorland) (3 février 1784 - 16 octobre 1859), qui succède à son père.
- Lady Sarah Fane (en) (4 mars 1785 - 26 janvier 1867) qui s'est mariée en 1804 à George Child Villiers (5e comte de Jersey) et est devenue l'héritière de la fortune de son grand-père[2]
- Lady Augusta Fane (1786-1871), mariée en 1804 (divorce 1809), à John Parker (1er comte de Morley) (avec un enfant, Henry Villiers Parker), et en 1809 Arthur Paget (diplomate) (1771-1840) frère cadet de Henry William Paget.
- Lady Maria Fane (en) (1787-1834) qui épouse en 1805 John Ponsonby (4e comte de Bessborough)[2] leur sixième fils, Spencer Ponsonby-Fane, hérite de Brympton d'Evercy de sa demi-tante, Lady Georgiana.
- Lady Charlotte Fane (1793-1822), décédée non mariée.

La comtesse de Westmorland meurt relativement jeune en 1793, à seulement 29 ans. Lord Westmorland épouse ensuite Jane, fille de Richard Huck-Saunders , en 1800 . Après quelques années de mariage, ils se séparent et elle vit à Brympton d'Evercy. Par sa deuxième épouse, il a trois fils et deux filles, dont seulement l'aînée Lady Georgiana Fane a survécu aux deux parents et hérite du domaine de Brympton.
- Lady (Cicely Jane) Georgina Fane (25 janvier 1801 - 1875), décédée non mariée, laissant Brympton d'Evercy à son neveu Spencer Ponsonby-Fane
- L'hon. Charles Saunders John Fane (1802-1810)
- L'hon. Colonel Henry Sutton Fane (1804–1857), décédé célibataire.
- L'hon. Montagu Augustus Villiers Fane (1805–1857), décédé célibataire.
- Lady Evelina Fane (1807–1808)

Lord Westmorland décède en décembre 1841, à l'âge de 82 ans. Son fils unique de son premier mariage, John, lui succède au comté. La comtesse de Westmorland est décédée en mars 1857 .